# 中印公路

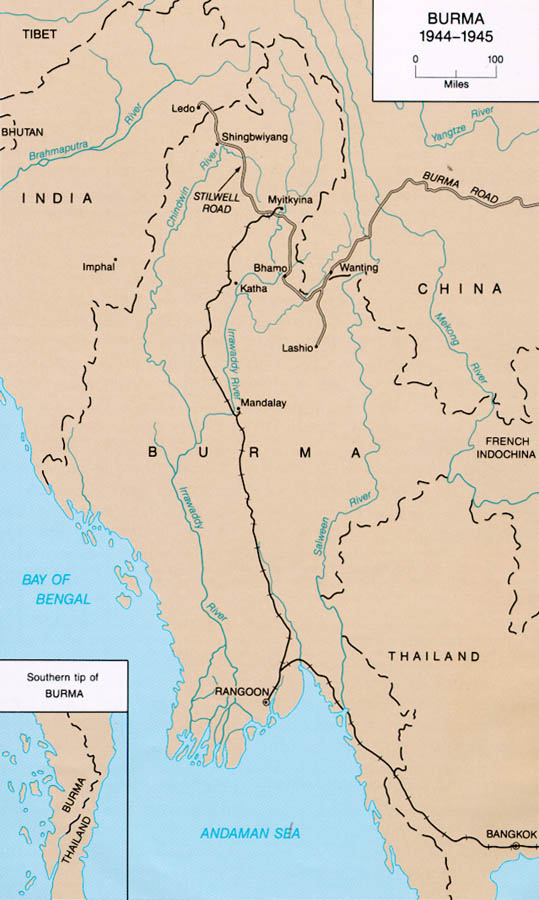
1944 - 1945年中印公路

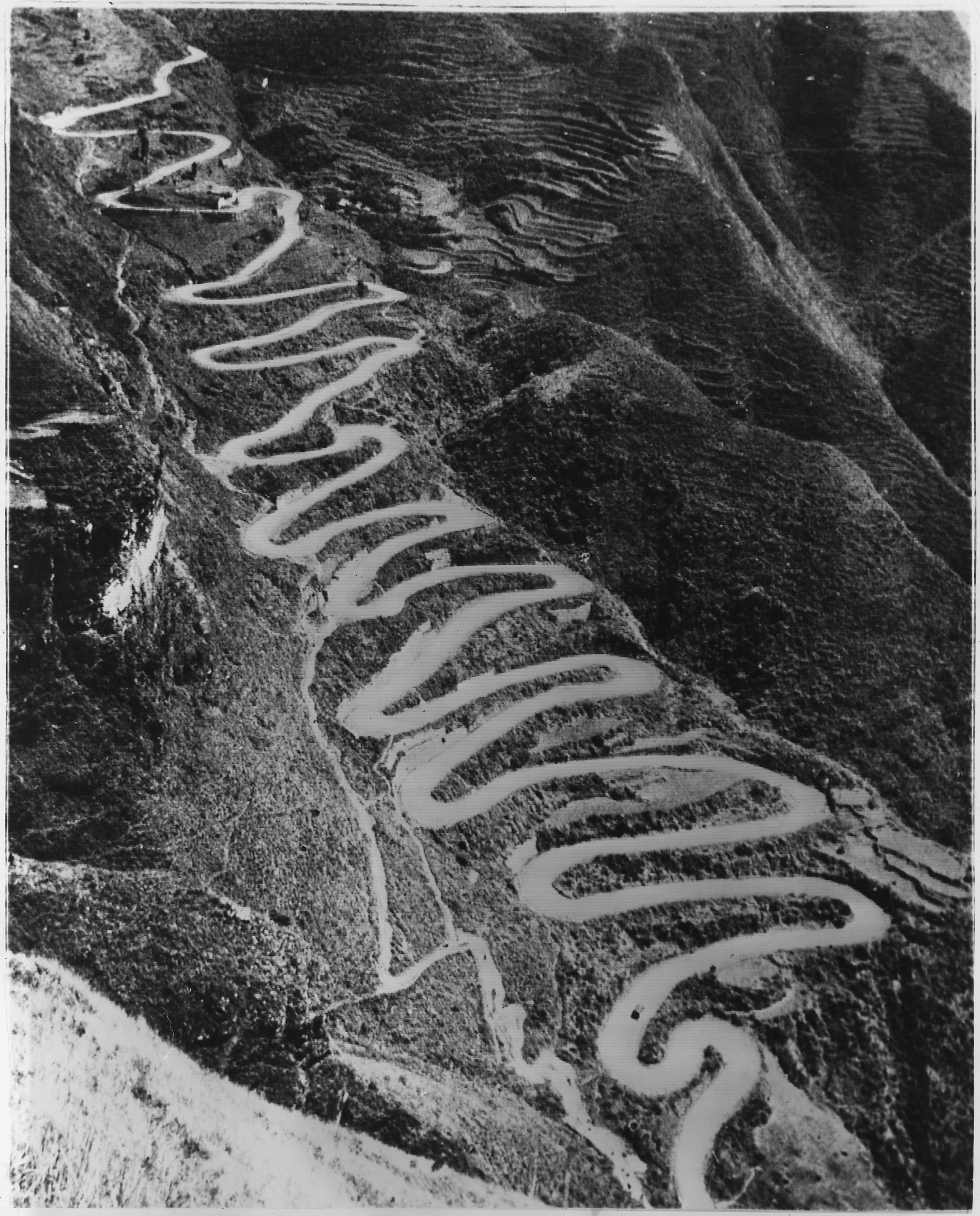
位於中國貴州省晴隆縣二十四道拐照片長期被視為中印公路崎嶇的寫照

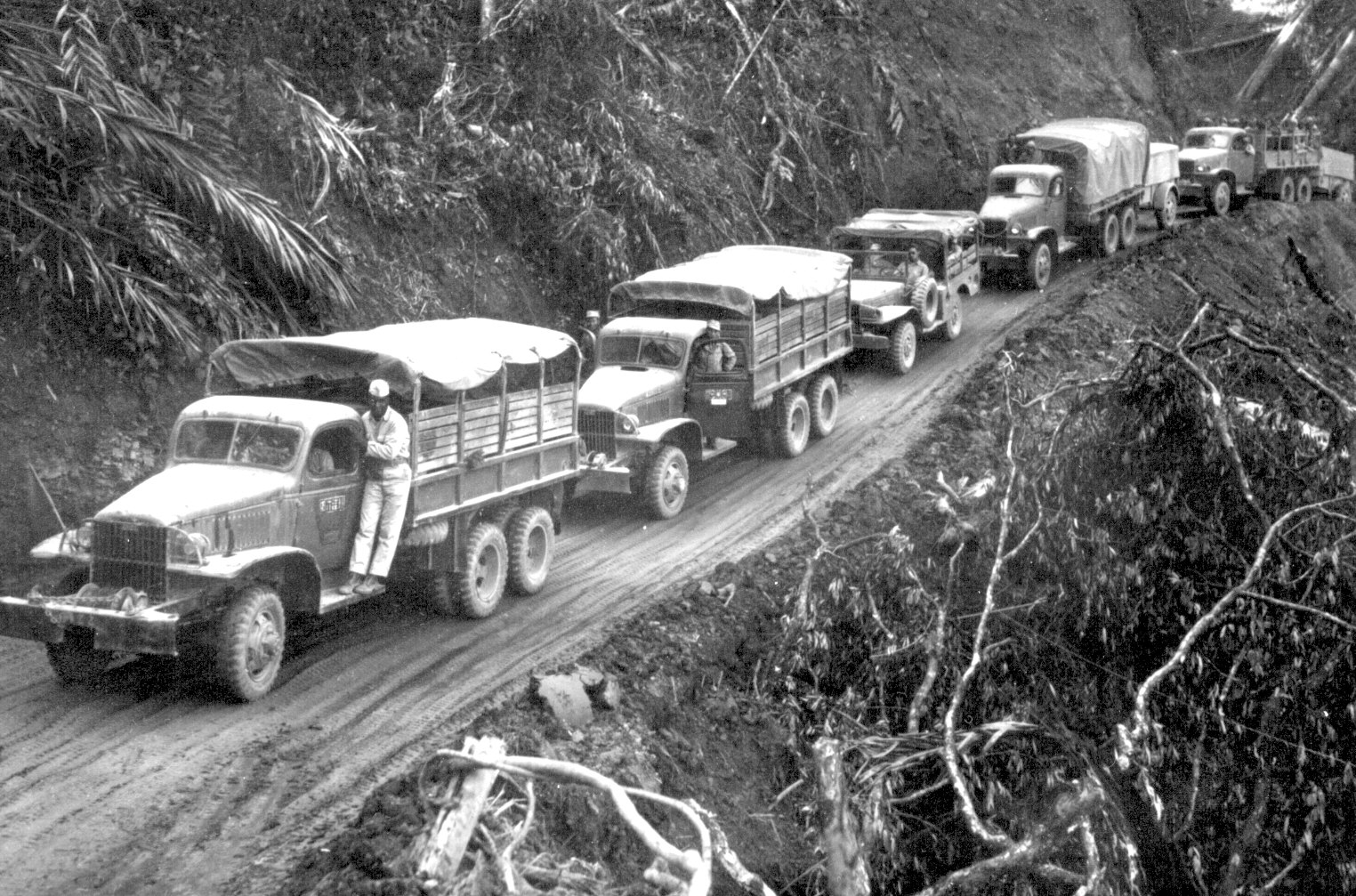
二戰時期在中印公路上行駛的美軍卡車

中印公路（Ledo Road），又稱列多公路、雷多公路、利多公路，是在二戰期間日軍切斷滇緬公路后，同盟國為了支援中國對日本的作戰，及緬北反攻部隊後勤所需而修建的一條公路。工程於1943年5月由中美工兵部隊自印度阿薩姆邦雷多鎮開始修築，經緬甸克欽邦密支那抵達中國云南昆明。它是二戰中中緬印戰區的軍事供給線之一，通過這條公路，西方盟軍可以利用陸運對中國提供軍事物資，但是比起駝峰航線的空運，該公路的運輸量居於次要地位。
1945年初，改名為史迪威公路。

## 公路狀況
中印公路在中國境內為320國道，起點在雲南昆明，分為1945年建的舊中印公路（即為史迪威公路）及1946年建的新中印公路（騰密公路），舊中印公路前段昆明到緬甸木姐跟滇緬公路共線，後而轉往密支那往印度雷多，全長2125公里（中國內為850公里，國外為1275公里）網路上常寫的1220公里為緬甸木姐到印度雷多的距離，新中印公路為1946年完工，昆明至保山跟滇緬公路同線，而後由保山轉往騰衝直線開往密支那，此段又稱騰密公路，全長約295公里（中國境內約180公里，境外約115公里）。密支那往雷多路段則又復歸與舊中印公路共線。
公路的实际使用情况由于沿途自然环境的恶劣，战后发挥效用有限。
1958年2月，Eric Edis的環球遠征队使用了从雷多到密支那的公路，並於十个月后從反方向回程。他把這段經歷寫成The Impossible Takes a Little Longer一書。

## 修建历史
1938年12月滇缅公路通车。从1939年1月至1941年12月太平洋战争爆发，从滇缅公路运入中国的物资达22万吨。
1940年6月，由于法国战败投降，日本佔領了維希法國的法屬印度支那，滇越铁路被阻断。此前经滇越铁路输入的物资达40万吨。而从1939年9月至1940年滇缅公路每月运入军用物资1万吨。
1940年10月18日，英国重新开放滇缅公路。1941年全年通过滇缅公路运入13.2万吨物资。
1942年5月，日軍佔領英屬緬甸，滇缅公路被日军阻断。美军开辟驼峰航线维持最低限度的援华物资运输线。在三年多时间里空运85万吨来华。
雷多公路從1942年開始興建，到1945年1月開始通車時，總共投入成本將近1億5千萬美金，17000多名美國工程人員，以及35000當地居民的人力，完工時超過1100名美國人員和數量更多的當地勞工死於各項意外。
中印公路通车后为军管公路。其中，中国境内为国民政府军事委员会战时运输管理局负责。至1946年1月，先后有368支车队进入中国1万多辆汽车，运入10万多吨油料物资。

## 運輸效果
支持興建雷多公路的人評估，當公路在1945年初期完成後，一個月的運輸量可達36,000噸，同時很快可以成長到65,000噸。
當中國對外的主要陸上運輸路線都被切斷之後，通過駝峰的空運成為維繫美國第十四航空隊以及中國部隊繼續作戰的重要管道。史迪威以及馬歇爾支持興建雷多公路的原因之一，除了空運的運輸量有限以外，也希望將運輸機移到歐洲戰區使用。
當1945年1月雷多公路開始通車的時候，當時的運輸量（車輛與油管）是6,000噸，僅有當初估計的1/6。1944年12月美國利用空運抵達中國的運輸量是一個月35,000噸，到了1945年7月時，空運量躍增到71,000噸。
當戰爭結束時，美國利用空運在1945年運送555,000噸物資到中國，相較之下，雷多公路僅有147,000噸的運輸量。根據美國陸軍航空隊的估計，如果增加150架C-54運輸機，968名軍官與4,326名士官兵，每個月的空運量可以達到80,000噸。遠遠超過雷多公路可以提供的運輸能力。

## 修築單位（舊中印公路）

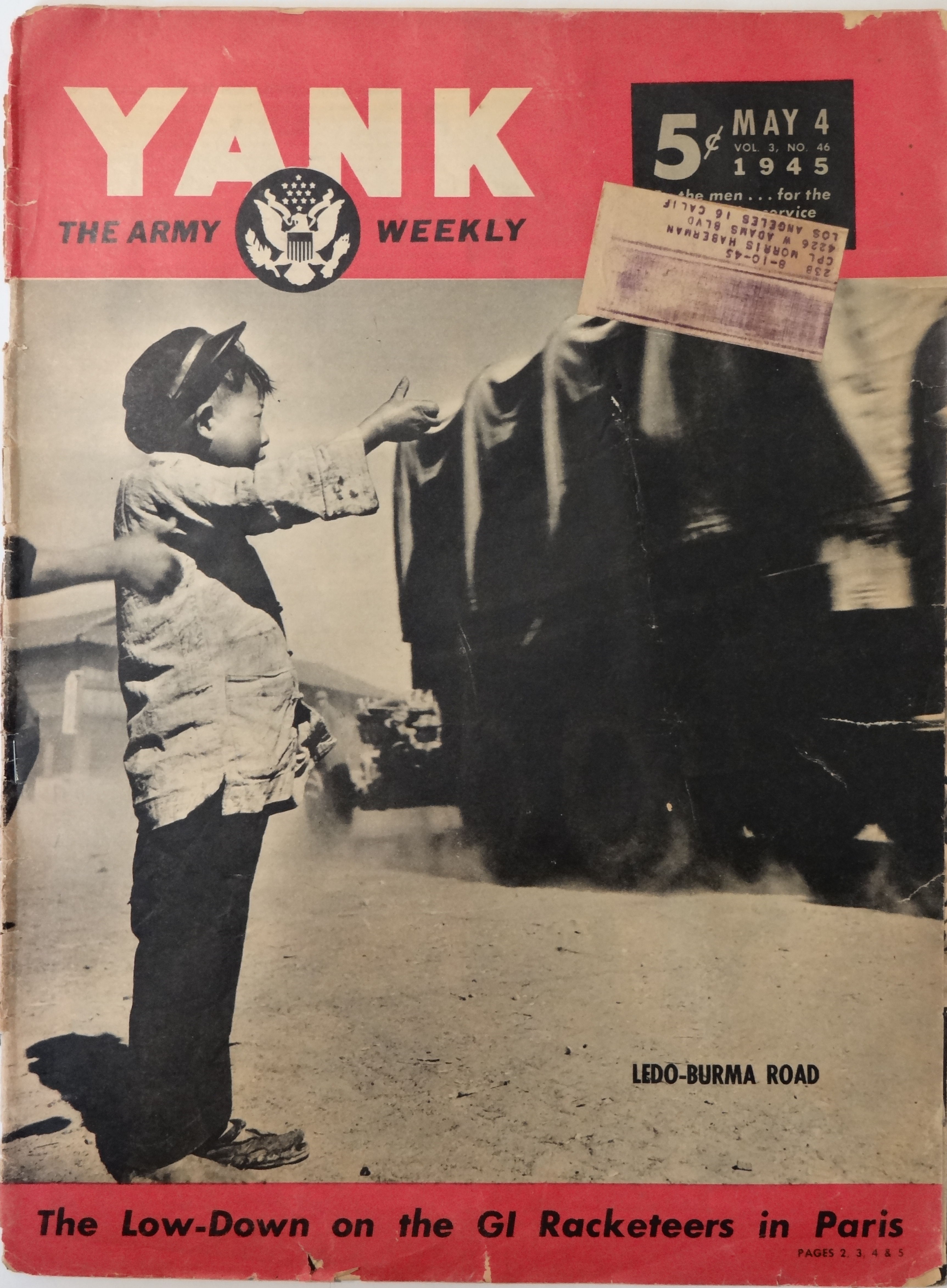
中印公路於美國雜誌(1945)

中華民國陸軍
工兵第十團（1943/3-1944）
工兵第十二團（1943/7-1944）
美國陸軍
美國陸軍工兵45團（1943/3-1944）
美國陸軍工兵330團 （1943/3-1944）
美國陸軍823航空工程營
美國陸軍849航空工程營
美國陸軍209戰鬥工兵營
美國陸軍1880戰鬥工兵營：维护滇黔公路。
美國陸軍1883戰鬥工兵營
美國陸軍1905戰鬥工兵營
除中美工兵部隊以外，另有部份印度、西藏、尼泊爾勞工，總計7千餘人

## 里程（舊中印公路）
| 城市名             | 距起点距离 |
| ------------------ | ---------- |
| 云南昆明           | 0          |
| 云南安宁           | 33         |
| 云南楚雄           | 168        |
| 云南南华           | 204        |
| 云南大理           | 378        |
| 云南永平           | 478        |
| 云南保山           | 579        |
| 云南龙陵           | 721        |
| 云南潞西           | 748        |
| 云南畹町           | 833        |
| 缅甸木姐           | 905        |
| 缅甸八莫           | 1048       |
| 缅甸密支那         | 1160       |
| 缅甸新平洋／新辈洋 | 1960       |
| 印度雷多           | 2125       |